# Monte Crago
El Monte Crago, Monte Cragus, Monte Cragos o Monte Kragos (griego: Κράγος) —también conocido como Hiera Acra— es una montaña de Turquía, en la antigua región de Licia, en Asia Menor.

Mapa de Licia que muestra las principales ciudades antiguas de la región y algunos ríos y montañas importantes.

Estrabón (p. 665), cuya descripción recorre la región de oeste a este, desde el promontorio de Telmeso, menciona el Anticrago, sobre el que se localiza Carmileso, y a continuación el monte Crago, que tiene ocho cumbres (también puede significar cabos), y una ciudad del mismo nombre. Pinara, en el interior, estaba en la base de Crago. Hay monedas de la ciudad de Crago del periodo imperial Romano, con el epígrafe Λυκιων Κρ. ó Κρα. ó Κραγ. La región del Anticrago y del Crago está representada en el mapa de Spratt y Forbes a lo largo del sur de Telmeso, y formando la frontera occidental de la cuenca más baja del río Janto. La parte del sur es el Crago.
En el mapa de Francis Beaufort de la costa de Karamania, el Anticrago está marcado con 6000 pies de altura. El recorrido de Beaufort de esta costa comienza en Yediburun, lo que significa «los Siete Cabos», un nudo de montañas altas y abruptas que pueden haber sido el antiguo Monte Crago de Licia. Las ruinas de Pinara están donde las sitúa Estrabón, en el lado este de la región. Hay un paso de montaña entre las cumbres que comunican el Crago y Anticrago. Entre las dos cimas principales existe una llanura a 4000 pies sobre el nivel del mar y por encima se encuentra la cumbre más alta del Crago, más de 2500 pies por encima de esta llanura elevada. La primera mitad del ascenso de la llanura es a través de un bosque denso, y el resto sobre la roca desnuda. Estrabón describe correctamente un valle o depresión que separa el Anticrago y el Cragus. La parte más alta parecen ser las ocho cumbres de las que habla Estrabón. Según Escílax y Plinio el Viejo (v. 27) había un promontorio Crago, que debe coincidir con los Siete Cabos. El Hiera Acra de Stadiasmus también lo identifica con los Siete Cabos. La posición del Crago entre el Janto y Telmeso la menciona Pomponio Mela (i. 15), y también probablemente hace referencia a la misma parte llamativa de la zona.
Las rocas y los bosques del Crago eran idealizados por los relatos poéticas como la residencia ocasional de la diosa Diana. Aquí, según la autoridad citada por Esteban de Bizancio (s. v. Κράγος), estaba el denominado θεῶν ἀγρίων ἄντρα.